# 제23회 서울독립영화제
제23회 서울독립영화제는 1997년 12월 3일에 열린 시상식이다.

## 수상 및 후보

### 심사위원상
- 내가 일본에서 만난 어느 한국인 - 황병국 수상

### 네이버상
- 전염 - 이승민 수상

### 코닥상
- 개기월식 - 조해진 수상

### 감독상
- 과대망상 - 박기형 수상

### 장려상
- 불똥 - 최금학, 부지영 수상
- 옹이 - 박찬형 수상
- 도시비화 - 오지희 수상
- 앤드로피아 - 황태건 수상
- 갭 - 전철호 수상
- 하룻밤 하룻날 - 이소영 수상
- 8월 - 김상우 수상
- 틀림없이 아마 - 이민재 수상
- 재떨이 - 박용수 수상
- 만 하루 - 강철우 수상
- 회전 - 유주현 수상
- 결벽증 - 임영성 수상
- &(and) - 유재원 수상
- Man's Pride - 정희성 수상
- 딸기 - 전영선 수상